# Patrick Hodge, Lord Hodge

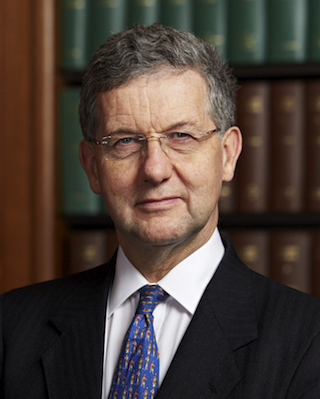
Patrick Hodge, Lord Hodge

Patrick Stewart Hodge, Lord Hodge, QC (* 19. Mai 1953) ist ein schottischer Jurist und Richter am Obersten Gerichtshof des Vereinigten Königreichs[veraltet].

## Ausbildung und berufliche Tätigkeit
Hodge besuchte die Internate Croftinloan School und Glenalmond College und studierte am Corpus Christi College der Universität Cambridge (B.A.) sowie an der Law School der Universität Edinburgh (LL.B.). Er arbeitete von 1975 bis 1978 als Civil Servant im Scottish Office; 1983 wurde er Mitglied der Faculty of Advocates.

## Juristische Laufbahn
1996 wurde Hodge zum Kronanwalt ernannt. Als solcher war er hauptsächlich in den Feldern des Handelsrechts, des Richterlichen Prüfungsrechts und des Sachenrechts (Property law) tätig. Von 1997 bis 2003 war er Mitglied der Scottish Law Commission, einer Körperschaft des öffentlichen Rechts mit beratender Funktion für die Schottische Regierung, von 2000 bis 2005 war er Richter am Appellationsgericht von Jersey und Guernsey sowie Prokurist der Generalversammlung der Church of Scotland (ebenfalls eine beratende Position). 2005 wurde er zum Richter am Obersten Gerichtshof Schottlands ernannt und erhielt dadurch den Höflichkeitstitel Lord Hodge. Dort hatte er am Session Court die Position des Exchequer judge inne. Am 1. Oktober 2013 übernahm Hodge die Position eines Richters am Obersten Gerichtshof des Vereinigten Königreichs von Lord Hope of Craighead. Seit Januar 2020 ist er Vizepräsident des Supreme Court.
2021 wurde Hodge in die Royal Society of Edinburgh gewählt.
2022 und 2023 war er Lord High Commissioner to the General Assembly of the Church of Scotland.

## Familie
Hodge ist seit 1983 mit Penelope Jane Wigin verheiratet, mit der er drei Kinder hat.